# James Nnaji
James Nnaji   (Makurdi, 14 d'agost de 2004) de nom complet James Ugochukwu Nnaji és un jugador de bàsquet nigerià, nascut a Makurdi, Nigèria. Juga de pivot i el seu actual equip és el FC Barcelona de la Lliga ACB.

## Carrera esportiva
És un pivot format a la Rátgéber Academy de Pécs, a Hongria, on a la temporada 2018-19, encara a l'edat de cadet, va ser triat com a millor jugador a la final de la European Youth Basketball League a Turquia.
Després de dues temporades a l'acadèmia del conjunt hongarès, el 2020 va firmar pel FC Barcelona i, durant la temporada 2020-21, juga a l'equip júnior, amb el qual té participacions a la lliga LEB Plata.
A la temporada 2021-22, alternaria l'equip júnior amb el FC Barcelona B a la Liga EBA.
El 9 de gener de 2022, debuta a la Lliga Endesa amb el FC Barcelona en una derrota per 95 a 96 davant el Baxi Manresa, en què el jugador nigerià va participar uns 20 minuts i va anotar 10 punts. A més a més, bat el rècord històric de la Lliga Endesa en taps d'un jugador menor de 18 anys amb 5 taps. Aconsegueix també el rècord de millor valoració en un jugador menor de 18 anys amb el Barça a l'ACB, havent sumat 19 crèdits i superant així els 15 aconseguits per Juan Carlos Navarro la temporada 1997-98.

## NBA
Nnaji es va presentar al draft de l'NBA 2023, on a priori era considerat el 24è jugador més prometedor a l'ESPN Top 100.
El 22 de juny de 2023, Nnaji fou seleccionat en la posició 31 del draft pels Detroit Pistons, que el van traspassar a Charlotte passant per Boston.
Nnaji té previst disputar la lliga d'estiu amb els Hornets però després tornar per disputar la temporada 2023-24 amb el FC Barcelona a la lliga ACB i Eurolliga.

## Insults racistes
El 20 de juny de 2023, abans de jugar el tercer partit de la final de la Lliga ACB a Madrid, va rebre insults racistes. El seu entrenador, Šarūnas Jasikevičius i l'entitat blaugrana van reclamar "una resposta ferma" per part de l'ACB.